# Alpine (Texas)
Alpine ist eine Stadt (City) im Brewster County im Bundesstaat Texas der Vereinigten Staaten und Sitz der Countyverwaltung. Das U.S. Census Bureau hat bei der Volkszählung 2020 eine Einwohnerzahl von 3035 ermittelt.

## Geographie
Die Stadt liegt im Nordwesten des Countys, im Westen von Texas, ist im Süden etwa 60 Kilometer von Mexiko, im Norden etwa 90 Kilometer von New Mexico entfernt und hat eine Fläche von 10,6 km² ohne nennenswerte Wasserfläche. Alpine hat ein semiarides Klima.

## Geschichte
Seit 1872 lebten in der Gegend des heutigen Alpine Viehhirten, die in der Nähe der Herden in Zelten wohnten. Im Frühjahr 1882 entstand im Rahmen des Eisenbahnbaus eine Zeltstadt für die Bauarbeiter, die Osborn genannt wurde. Da die Eisenbahngesellschaft zur Errichtung einer Bahnstation die Wasserrechte benötigte, einigte man sich mit den Besitzern der Rechte, Daniel und Thomas Murphy, darauf, den neuen Ort nach ihnen zu benennen. Der Grundstein der Stadt wurde 1883 als Murphyville gelegt, das im Februar 1888 auf Wunsch der Einwohner in Alpine umbenannt wurde. 1888 gab es ca. ein Dutzend Häuser, drei Saloons und ein Hotel.
Bis 1921 wuchs Alpine nur langsam. 1921 wurde das Sul Ross State Normal College gegründet, der Vorläufer der Sul Ross State University, und erste befestigte Straßen zur verkehrsmäßigen Erschließung des Umlandes wurden angelegt. In den Folgejahren entwickelte sich Alpine rasch zum Zentrum des Big Bend-Gebietes. So stieg die Einwohnerzahl von 396 im Jahre 1904 über 931 im Jahr 1920 auf rund 3000 im Jahre 1927. Anfang der 1940er Jahre wurde der Big-Bend-Nationalpark eröffnet und die Parkregion der Stadt unterstellt.

## Religion
In Alpine gibt es sieben verschiedene Kirchen aus sieben unterschiedlichen Konfessionen (Stand: 2004).

## Demographie
Alpine hatte 2012 5.972 Einwohner, was einem Bevölkerungszuwachs von 3,2 % seit 2000 entspricht. Das Durchschnittsalter lag bei 36,3 Jahren. 51,2 % der Bevölkerung ist mexikanischer Herkunft, 45,2 % sind US-amerikanischer Herkunft, 9 % der Bevölkerung hat deutsche Vorfahren.
Das durchschnittliche Einkommen eines Haushalts in der Stadt lag 2011 bei 37.140 US-Dollar, im Jahre 2000 hatte das durchschnittliche Haushaltseinkommen bei 23.979 USD gelegen. Das durchschnittliche Prokopfeinkommen lag 2011 bei 23.212 USD, im Jahre 2000 hatte es 13.587 USD betragen.(United States Census 2000)

Einen High-School-Abschluss haben 80,5 % der erwachsenen Bevölkerung, 33 % haben einen Bachelorabschluss oder höher, 15,5 % haben einen Universitätsabschluss. Die Arbeitslosenrate lag Anfang 2014 bei 3,8 %, im Juli 2013 bei 5,1 %.

## Kriminalität
Die Kriminalitätsrate hatte 2012 einen Index von 88,6 Punkten (US-Landesdurchschnitt: 298,9 Punkte; höhere Punkte bedeuten höhere Kriminalität). 2012 gab es 6 tätliche Angriffe auf Personen, 18 Einbrüche, 49 Diebstähle und 7 Autodiebstähle.